# Gil-galad
Erenion Gil-Galad je v Tolkienovi mitologiji vilin, Fingonov sin, iz Fingolfinove hiše. Po smrti svojega očeta Fingona in njegovega brata Turgona (kralja Gondolina) postal nadkralj vseh Noldorov v Srednjem svetu. Boril se skupaj z vojsko Zahoda, ki so jo Valarji pripeljali v Srednji svet, da bi vrgli iz prestola Morgotha. Po vojni se je njihov dotedanji dom Beleriand potopil pod morje zato se je z mnogimi vilini naselil v Lindonu, kjer je vladal kot Visoki kralj Noldorjev čez celoten drugi vek. On je onemogočal Sauronovo prevlado v Srednjem svetu, nosil je prstan zraka (Vilya) enega od treh prstanov mogote, ki so jih skovali vilinski kovci v Eregionu preden je Sauron razkril svoje resnične namene. V boju z Sauronom se je povezal z Numenorci in kasneje po padcu Numenorja, z izgnanci pod vodstvom Elendila in njegovih dveh sinov. Z Elendilom je Gil-galad sklenil Zadnje zavezništvo, ki je premagalo Saurona in mu odvzelo Edini prstan. Umrl je ožgan od rok Saurona v bitki na pobočjih Gore Pogube.